# Contaglobuli

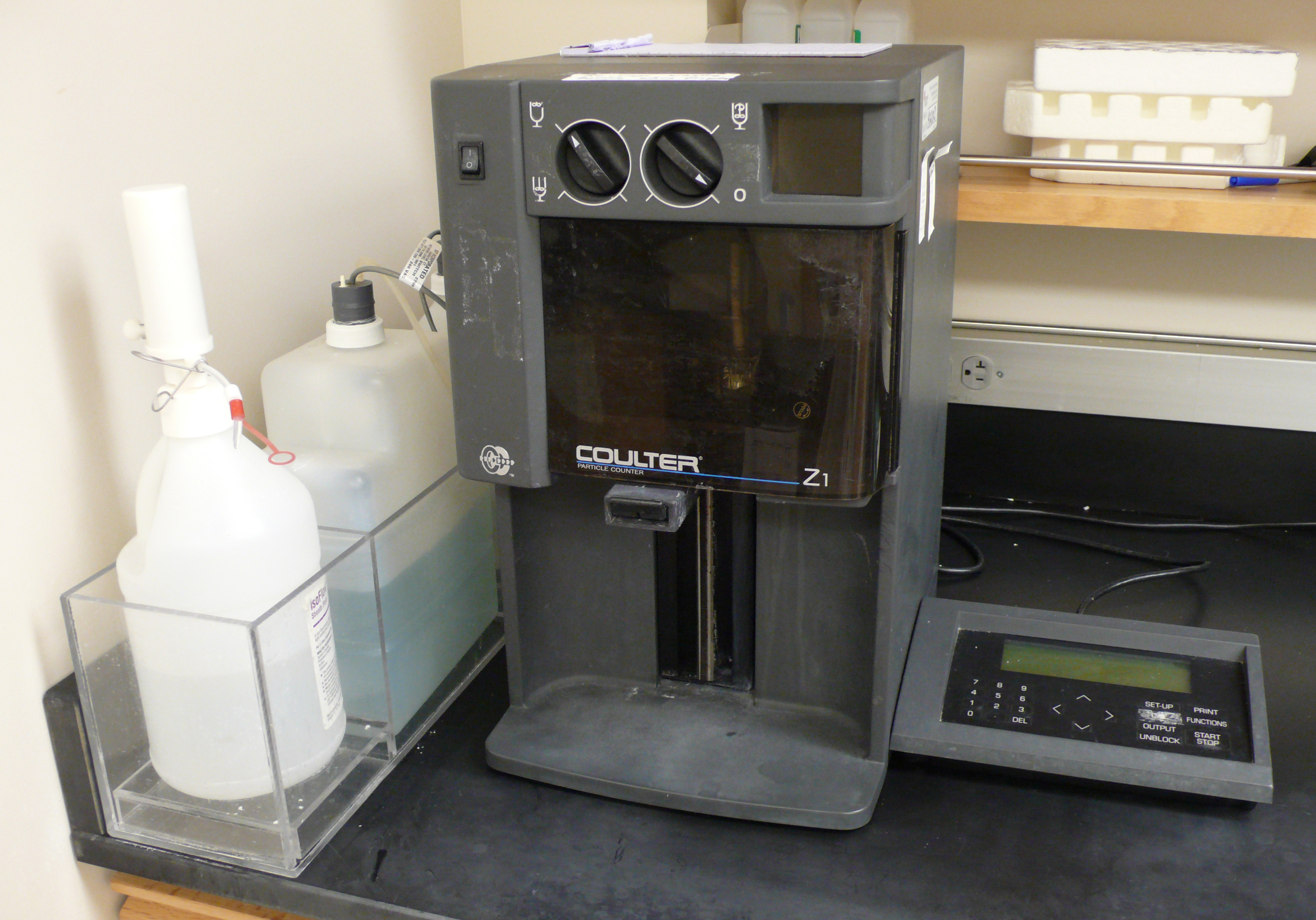
Un contatore di Coulter

Il contaglobuli, o contatore di Coulter, è uno strumento che consente di quantificare le componenti figurate del sangue. Esso fu ideato da Wallace H. Coulter, che ipotizzò la possibilità di analizzare particelle sospese nei liquidi attraverso un sistema impedenziometrico: secondo quest'ipotesi, ogni particella che potesse interrompere un campo elettrico avrebbe generato una variazione nella tensione quantificabile e associabile a numero e tipo di cellule che lo avevano interrotto.
Le cellule risucchiate in un vortice di bolle di aria sono costrette a passare attraverso alcuni forellini dove sono collocati gli elettrodi di rilevamento, che genereranno un'onda con un'ampiezza direttamente proporzionale alla grandezza della cellula che l'ha generata.
Successivamente, negli anni 70, il sistema fu affinato da parte della ditta Technicon (oggi Bayer) con l'introduzione di un citofluorimetro a 488 nm, che legge la luce emessa dalla colorazione basica o acida di ciascuna delle cellule del sangue, differenziando il singolo tipo di cellula. Ciò ha reso possibile in associazione al metodo di Coulter di ottenere la formula leucocitaria.

## Applicazione

### Ematologia
Il contaglobuli attuale è uno strumento indispensabile nell'ambito della patologia clinica e precisamente nell'ematologia, che ci consente di analizzare i componenti figurati del sangue:
- globuli rossi - RBC;
- globuli bianchi - WBC;
- piastrine - PLT;
- emoglobina - HGB o HB;
- basofili - BAS.

Il contaglobuli è composto da un porta rack che nella procedura automatica può tenere in coda fino a 100 campioni (ogni rack contiene 10 provette di emocromo e si possono caricare fino a 10 rack contemporaneamente) che la macchina analizzerà, leggendo 2 volte i valori ottenuti:
- in una camera buia - Hb o HGB e WBC (HB o HGB ottenuta lisando i Globuli Rossi)
- in una camera aperta - PLT e RBC
- in una camera aperta - Basofili (ottenuti lisando i WBC)

I valori che la macchina ci mostrerà non saranno altro che la media aritmetica dei 2 valori letti in precedenza, qualora la macchina non legga niente o i due valori letti siano troppo discordanti tra di loro, es:4000 - 13000, la macchina non darà nessun risultato e scriverà un trattino - .
Il contaglobuli di fatto è lo strumento che ci consente di effettuare il cosiddetto esame emocromocitometrico o emocromo, oltre ai grafici della formula leucocitaria dei globuli rossi delle piastrine e dei basofili.

### Citologia
Oltre che per la misurazione clinica delle cellule del sangue (le cui dimensioni tipiche sono di ~6-10 micrometri), il Coulter counter è diventato il più affidabile metodo di laboratorio per contare una vasta varietà di cellule, dai batteri (<1 micrometro) alle cellule grasse (~400 micrometri), agli aggregati di cellule vegetali (~>1200 micrometri), e i corpi embrioidi di cellule staminali (~900 micrometri). Questa tecnica è stata anche oggetto di una monografia da parte dell'ASTM International (ex American Society for Testing and Materials).

### Altre applicazioni
Il contatore di Coulter ha trovato applicazioni anche oltre gli studi cellulari. La misurazione individuale di particelle, estremamente sensibile ed indipendente da proprietà ottiche e facilmente riproducibile ha attratto diversi campi della scienza.
In particolare il coulter Counter può essere usato per ottenere distribuzioni granulometriche in numero di polveri di cui calcola il diametro sferico equivalente a volume delle particelle.
È stato inoltre applicato all'analisi granulometrica delle polveri dei toner, ai medium cromatografici, ai catalizzatori, alle polveri radioattive e altro ancora.